# Luca Cantagalli
Luca Cantagalli (Cavriago, Italia; 8 de diciembre de 1965) es un exjugador profesional y entrenador de voleibol italiano. Actualmente es el entrenador de VT Reggio Emilia en la Segunda División de Italia.

## Biografía

### Jugador
Empieza a jugar en el equipo de su ciudad natal Cavriago en 1979 y en la temporada siguiente se marcha al Pallavolo Modena donde juega hasta el 1990; en diez temporadas gana 4 campeonatos, 4 copas de Italia, 1 Champions League, 3 Challenge Cup y 1 Recopa de Europa/Copa CEV. En verano 1990 ficha por tres temporadas por el Sisley Treviso ganando 2 Challenge Cup y la copa de Italia de 1992/1993 antes de regresar a Módena; en su segunda etapa en el equipo modenés gana otros 2 campeonatos, otras 3 copas de Italia, 1 Supercopa de  Italia, 1 Copa CEV, 1 Supercopa de Europa y 3 Champions League en seguida entre 1995/1996 y 1997/1998.
En las temporadas 1998/1999 y 1999/2000 juega por el Palermo Volley levantando el único trofeo en la historia del club, la Challenge Cup 1998/1999. En verano 2000 regresa por tercera vez en el Pallavolo Modena cerrando definitivamente su etapa con los canarini en 2004 después de conseguir otro campeonato (el séptimo de su carrera) y su séptima Challenge Cup.
Deja el equipo modenés en verano 2004 y después de una temporada en el Taranto Volley y una en el Lupi Santa Croce, acaba su carrera en el equipo donde empezó el Volley Cavriago jugando por una temporada en Segunda División.
Con la  selección italiana gana por dos veces en seguida el Mundial (en 1990 y 1994), tres Eurocopas y 4 Ligas Mundiales. Además consigue la plata olímpica en los  Juegos Olímpicos de Atlanta 1996.

### Entrenador

#### Clubes
En la temporada 2009/2010 empieza su carrera como entrenador del Pallavolo Massa siente despedido después de unos meses; desde el verano 2012 es el entrenador del VT Reggio Emilia en Segunda División.

## Palmarés

### Jugador

#### Clubes
- Campeonato de Italia (7):   1985/1986, 1986/1987, 1987/1988, 1988/1989, 1994/95, 1996/97, 2001/2002
- Copa de Italia (9): 1984/1985, 1985/1986, 1987/1988, 1988/1989, 1992/1993, 1993/1994, 1994/1995, 1996/1997, 1997/1998
- Supercopa de Italia (1): 1997
- Champions League (4): 1989/1990, 1995/1996, 1996/1997, 1997/1998
- Supercopa de Europa (1): 1995
- Recopa de Europa/Copa CEV (2):  1985/1986, 1994/1995
- Challenge Cup (7): 1982/1983, 1983/1984, 1984/1985, 1990/1991, 1992/1993, 1998/1999, 2003/2004